# Alskär (Brändö, Åland)
Alskär är en ö på Åland (Finland). Den ligger i Skärgårdshavet och i kommunen Brändö i landskapet Åland, i den sydvästra delen av landet. Ön ligger omkring 59 kilometer öster om Mariehamn och omkring 220 kilometer väster om Helsingfors.
Ön ligger i den södra delen av kommunen, cirka 11 km söder om Lappo. Dess area är 9,4 hektar och dess största längd är 0,6 kilometer i nord-sydlig riktning.
Alskär har Söderlandet i öster, Blåskär i söder, Salungarna i väster samt Långbrok och Degerbrok i norr.
Öns högsta punkt är 9,6 meter över havet och arean är 0,11 kvadratkilometer. Alskär sträcker sig ungefär 500 meter i nord-sydlig riktning och 200 meter i öst-västling riktning.
Terrängen på Alskär består av klipphällar med ett stråk av lågväxt rönn och björk längs mitten av ön.